# Prvenstvo Jugoslavije u nogometu 1928.
Sezona Državnog prvenstva 1928. bila je šesta sezona nacionalnog nogometnog natjecanja u Kraljevini SHS. Natjecateljski sustav bio je jednostruki ligaški sustav. Po redu je drugo prvenstvo koje se nije igralo po kup-sustavu. Pobijedio je zagrebački Građanski, a lanjski prvak, splitski Hajduk, zauzeo je drugo mjesto. Zbog Olimpijskih igara državno prvenstvo nije moglo biti završeno prije zakazanog službenog početka utakmica Srednjoeuropskog kupa 1928., te je odigrano zasebno izlučno natjecanje u kojem su Srednjoeuropski kup (Mitropa kup) 1928. izborili Građanski i BSK.

Najbolji strijelac je bio igrač splitskog Hajduka Ljubo Benčić koji je postigao 7 pogodaka.

## Kvalifikacije za Mitropa kup
Da bi se Jugoslaviji dodijelila dva mjesta, održava se kvalifikacijski turnir.
| Prva momčad      |          | Druga momčad        | Rezultat |                              |
| Pretkolo         | Pretkolo | Pretkolo            |          |                              |
| ---------------- | -------- | ------------------- | -------- | ---------------------------- |
| BSK Beograd      | –        | HAŠK Zagreb         | 2:0      | 22. travnja 1928. u Beogradu |
| Završnica        |          |                     |          |                              |
| Građanski Zagreb | –        | Jugoslavija Beograd | 5:1      | 22. travnja 1928. u Zagrebu  |
| BSK Beograd      | –        | Hajduk Split        | 3:1      | 29. travnja 1928. u Zagrebu  |

Građanski Zagreb i BSK Beograd plasirali su se na Mitropa kup 1928.

Zbog slabih rezultata jugoslavenskih predstavnika u Mitropa (srednjoeuropskom) kupu, jugoslavenski klubovi u njemu se natječu tek 1937. godine. Jugoslaviju su 1929. zamijenili predstavnici Italije.

## Sudionici
U završnicu državnog prvenstva izravno su se plasirali prvaci Beogradskog loptačkog (Jugoslavija), Zagrebačkog (Građanski) i Splitskog nogometnog podsaveza (Hajduk). Za preostala tri mjesta u završnici državnog prvenstva natjecali su se dvostrukim kup-sustavom prvaci preostala 4 podsaveza te doprvaci Beogradskog i Zagrebačkog nogometnog podsaveza.
| Podsavez  | Prvenstvo                                             | Klub                                                  | Mjesto                                                | Prvenstvo JNS-a                                       |
| --------- | ----------------------------------------------------- | ----------------------------------------------------- | ----------------------------------------------------- | ----------------------------------------------------- |
| Zagreb    | 1927./28.                                             | Građanski (Zagreb)                                    | prvak                                                 | izravno u završnici                                   |
| Zagreb    | 1927./28.                                             | HAŠK (Zagreb)                                         | doprvak                                               | prednatjecanje                                        |
| Split     | 1928.                                                 | Hajduk (Split)                                        | prvak                                                 | izravno u završnici                                   |
| Beograd   | 1927./28.                                             | Jugoslavija (Beograd)                                 | prvak                                                 | izravno u završnici                                   |
| Beograd   | 1927./28.                                             | BSK (Beograd)                                         | doprvak                                               | prednatjecanje                                        |
| Ljubljana | 1927./28.                                             | Primorje (Ljubljana)                                  | prvak                                                 | prednatjecanje                                        |
| Subotica  | 1927./28.                                             | SAND (Subotica)                                       | prvak                                                 | prednatjecanje                                        |
| Sarajevo  | 1927./28.                                             | SAŠK (Sarajevo)                                       | prvak                                                 | prednatjecanje                                        |
| Osijek    | 1927./28.                                             | Građanski (Osijek)                                    | prvak                                                 | prednatjecanje                                        |
| Skoplje   | pobjednik Pobeda Skoplje nije primljen u završni krug | pobjednik Pobeda Skoplje nije primljen u završni krug | pobjednik Pobeda Skoplje nije primljen u završni krug | pobjednik Pobeda Skoplje nije primljen u završni krug |

Pobjednici prednatjecanja:
- BSK iz Beograda
- HAŠK iz Zagreba
- SAŠK iz Sarajeva

Pravo sudjelovanja izborili su:
| Klub             | Grad     | Stadion                 |
| ---------------- | -------- | ----------------------- |
| 1. HŠK Građanski | Zagreb   | Igralište Građanskog    |
| SK Jugoslavija   | Beograd  | Igralište Jugoslavije   |
| JŠK Hajduk       | Split    | Igralište Hajduka       |
| HAŠK             | Zagreb   | Stadion Maksimir        |
| BSK              | Beograd  | Igralište BSK-a         |
| SAŠK             | Sarajevo | Igralište na Kovačićima |

## Ljestvica
| mj.     | klub                | ut. | pob. | ner. | por. | gol+ | gol- | kvoc  | bod |
| ------- | ------------------- | --- | ---- | ---- | ---- | ---- | ---- | ----- | --- |
| 1.      | Građanski Zagreb    | 5   | 4    | 1    | 0    | 12   | 3    | 4,000 | 9   |
| 2.      | Hajduk Split        | 5   | 2    | 2    | 1    | 13   | 7    | 1,857 | 6   |
| 3.      | BSK Beograd         | 5   | 3    | 0    | 2    | 12   | 15   | 0,800 | 6   |
| 4.      | SAŠK Sarajevo       | 5   | 2    | 1    | 2    | 10   | 7    | 1,428 | 5   |
| 5.      | HAŠK Zagreb         | 5   | 1    | 0    | 4    | 10   | 16   | 0,625 | 2   |
| 6.      | Jugoslavija Beograd | 5   | 0    | 2    | 3    | 5    | 14   | 0,357 | 2   |
|         |                     |     |      |      |      |      |      |       |     |
| Izvori: |                     |     |      |      |      |      |      |       |     |

|  | Građanski Zagreb je prvak Jugoslavije |

## Utakmice
| 1. kolo 8. srpnja 1928.           |     |
| Jugoslavija Beograd – BSK Beograd | 1:4 |
| Hajduk Split – HAŠK Zagreb        | 2:1 |
| SAŠK Sarajevo – Građanski Zagreb  | 0:1 |

| 2. kolo 15. srpnja 1928.          |     |
| Jugoslavija Beograd – HAŠK Zagreb | 1:4 |
| Građanski Zagreb – Hajduk Split   | 2:0 |
| SAŠK Sarajevo – BSK Beograd       | 2:3 |

Utakmica SAŠK – BSK prekinuta je u 53. minuti, pri rezultatu 3:2 za BSK, kada je SAŠK napustio teren nezadovoljan odlukom suca da isključi Sopijanca, desnog halfa SAŠK-a, zbog grube igre u kojoj je ozlijedio Sotirovića, tj. njegovu ruku i glavu. On nije želio napustiti teren, pa su predsjednik i dužnosnici Sarajevskog nogometnog podsaveza intervenirali kako bi sudac oprostio igraču i ne isključio ga. Sudac Ivo Babić ostaje pri svojoj odluci i tada SAŠK napušta teren, a sudac daje 5 minuta da se momčad vrati. No, to se ne događa i sudac nakon 10 minuta završava utakmicu rezultatom 3:2 za BSK. Susret je prema propozicijama trebao biti registriran rezultatom 3:0 za BSK. SAŠK je suspendiran i kažnjen tromjesečnom neigranjem, ali mu je kasnije dopušteno odigrati 3 preostale utakmice koje nisu utjecale na to tko će biti prvak, a prema zaključku psolovnog odbora JNS utakmica je ipak ovjerena rezultatom 3:2.
| 3. kolo 22. srpnja 1928.               |     |
| Građanski Zagreb – Jugoslavija Beograd | 1:1 |
| BSK Beograd – HAŠK Zagreb              | 4:3 |
| 19. kolovoza 1928.                     |     |
| Hajduk Split – SAŠK Sarajevo           | 2:2 |

| 4. kolo 29. srpnja 1928.           |     |
| BSK Beograd – Građanski Zagreb     | 1:2 |
| Hajduk Split – Jugoslavija Beograd | 2:2 |
| 2. rujna 1928.                     |     |
| HAŠK Zagreb – SAŠK Sarajevo        | 1:3 |

| 5. kolo 5. kolovoza 1928.           |     |           |
| Hajduk Split – BSK Beograd          | 7:0 |           |
| Građanski Zagreb – HAŠK Zagreb      | 4:3 | Poništena |
| 9. rujna 1928.                      |     |           |
| SAŠK Sarajevo – Jugoslavija Beograd | 3:0 | Par-forfe |
| 16. rujna 1928.                     |     |           |
| Građanski Zagreb – HAŠK Zagreb      | 6:1 |           |

Utakmica Građanski – HAŠK se igrala za prvenstvo, pa je otkazana odlukom JNS-a bez nekog većeg razloga, jer su zbog nebrige igrači HAŠK-a ranije napustili teren i to je navodno bio dovoljan razlog da JNS otkaže utakmicu. Nova utakmica na rasporedu je 16. rujna, a ta se utakmica uračunava u službenu statistiku. 

Jugoslavija je predala utakmicu SAŠK-u jer im ništa nije značio u ukupnom poretku. Utakmica je trebala biti odigrana 9. rujna, ali Jugoslavija je tada imala zakazan duel s BSK-om za "Kup grada Vršca". Poslovni odbor JNS ovjerio je ovu utakmicu s 3:0 par-forfe (bez borbe) za SAŠK..

## Prvaci
Maksimilijan Mihelčič
Gmajnički
Franjo Mantler
Rudolf Hitrec
Pikić
Mihaljević
Gustav Remec
Nikola Babić
Dragutin Babić
Emil Perška
Slavin Cindrić
Franjo Giller

## Statistika

### Ljestvica strijelaca
| Pl. | Ime                | Klub               | Broj pogodaka |
| --- | ------------------ | ------------------ | ------------- |
| 1.  | Ljubo Benčić       | Hajduk (Split)     | 7             |
| 2.  | Kuzman Sotirović   | BSK (Beograd)      | 5             |
| 3.  | Nikola Babić       | Građanski (Zagreb) | 4             |
| 3.  | Slavin Cindrić     | Građanski (Zagreb) | 4             |
| 3.  | Mirko Križ         | HAŠK (Zagreb)      | 4             |
| 3.  | Branko Zinaja      | HAŠK (Zagreb)      | 4             |
| 7.  | Milorad Dragičević | BSK (Beograd)      | 3             |

### Klubovi
Pojašnjenje: Ime i prezime igrača (broj nastupa u sezoni/broj golova u sezoni). Igrači su poredani prema poziciji u momčadi od golmana do napadača, a potom i po broju nastupa.
- Građanski (Zagreb)

Trener:  Josef "Seppl" Brandstätter (Austrija)

Maksimilijan Mihelčič 4/0, Dragutin Bratulić 1/0, Zvonimir Gmajnički 4/0, Rudolf Hitrec 5/0, Viktor Mihaljević 5/0, Gustav Remec 2/0, Mato Mekić 1/0, Hermenegildo Kranjc 1/0, Franz Mantler 5/0, Dragutin Babić 5/2, Slavin Cindrić 5/4, Franjo Giller 4/1, Emanuel Perška 4/0, Nikola Babić 4/4, Zvonimir Stanković 2/0, Stjepan Pasinek 1/1, Rudolf Kralj 1/0, Anton Gumhalter 1/0
- Hajduk (Split)

Trener: Luka Kaliterna

Otmar Gazzari 5/0, Lorenzo Gazzari 5/0, Janko Rodin 5/1, Mirko Bonačić 5/0, Miroslav Dešković 5/0, Mihovil Borovčić Kurir 3/1, Petar Borovčić Kurir 1/0, Dušan Stipanović Guzina 1/0, Antun Bonačić 5/2, Ljubomir Benčić 5/7, Leo Lemešić 5/2, Vinko Radić 5/0, Šime Poduje 5/0
- BSK (Beograd)

Trener: Adolf Engel (Austrija)

Milan Gligorijević 5/0, Svetislav (I) Popović 5/0, Milorad (I) Mitrović 5/0, Milorad Arsenijević 5/0, Sava Marinković 5/0, Ljubiša Đorđević 4/0, Milan Marković 1/0, Aleksandar Tirnanić 5/2, Dragutin Najdanović 5/0, Kuzman Sotirović 4/5, Milorad Dragičević 4/3, Nikola Marjanović 2/1, Krsta Popović 2/0, Blagoje Marjanović 1/0, Đorđe Vujadinović 1/0, Slobodan Krčevinac 1/1
- SAŠK (Sarajevo)

Trener: Petar Zovko & Nedžad Sulejmanpašić

Vjekoslav Giljanović 3/0, Dušan Barter 1/0, Frane Kovačić 4/0, Stjepan Bevanda 1/0, Stjepan Lovrenović 4/0, Viktor Götz 4/0, Josip Bulat 3/0, August Sopianac 2/0, Fritz Cetušić 1/0, Hugo Beck 4/2, Stjepan König 4/1, August Pogačnik 4/0, Filip Tomičić 3/1, Stjepan Sebastian 2/0, Otto Magerle 2/1, Dragutin Sieber 2/2
- HAŠK (Zagreb)

Trener: Miško Zebić

Pavao Roth 5/0, Miroslav Koch 4/0, August Bivec 3/0, Eugen Dasović 2/0, Ivan Slivak 1/0, Branko Kunst 5/0, Dragutin Kolibaš 5/0, Ivan Marjanović 4/0, Miroslav Friedrich Wolf 5/0, Ivan Hitrec 5/0, Branko Zinaja 5/4, Đuro Agić 5/1, Stjepan Jeren 3/1, Mirko Križ 3/4
- Jugoslavija (Beograd)

Trener: Johann "Hans" Strnad (Austrija) & Jovan Ružić

Dušan Nedeljković 3/0, Milorad (I) Nikolić 1/0, Milutin Ivković 4/0, Branislav Dimitrijević 2/0, Bogdan Đorđević 1/0, Branko Petrović 4/0, Stojan Popović 4/0, Teofilo Spasojević 2/0, Nikola Milojević 2/0, Branko Mladenović 2/0, Svetislav (II) Popović 4/2, Stevan Luburić 3/1, Milan Becić 3/2, Dragan Jovanović 3/0, Slavko Milošević 2/0, Branislav Hrnjiček 1/0, Petar Joksimović 1/0, Rudolf Dobrijević 1/0, Momčilo Joksimović 1/0

## Vanjske poveznice
- RSSSF: Yugoslavia List of Topscorers
- RSSSF: Yugoslavia List of Final Tables
- RSSSF: sezona 1927./28.
- exyufudbal: Državno prvenstvo 1928.
- exyufudbal: Podsavezna prvenstva: 1927./28.
- fsgzrenjanin: SISTEM TAKMIČENJA U KRALJEVINI SHS
- claudionicoletti: KINGDOM OF SLOVENES, CROATES AND SERBS 1926-1930
- (srpski) Milorad Sijić, Fudbal u Kraljevini Jugoslavije, 2009., Kruševac, str. 58 i 59  Arhivirana inačica izvorne stranice od 12. svibnja 2012. (Wayback Machine) (Broj postignutih i primljenih pogodaka na ljestvici učinka razlikuje se od broja postignutih i primljenih pogodaka izračunatih iz priloženih rezultata za sljedeće momčadi: Građanski 10:5, SAŠK 13:8, HAŠK 9:13)
- H.A.Š.K. 1903-1993 - HRVATSKI AKADEMSKI ŠPORTSKI KLUB, [1993.] Zagreb
- Hrvatski nogometni savez 1912-1992 80. obljetnica, Zagreb 1992